# Corte amministrativa federale
La Corte amministrativa federale (in tedesco: Bundesverwaltungsgericht; BVerwG) è la corte suprema nella giustizia amministrativa della Germania. Si occupa principalmente di dispute tra i cittadini e lo Stato, anche se i casi riguardanti le politiche sociali sono di responsabilità della Corte sociale federale, mentre quelli riguardanti la finanza sono gestiti dalla Corte fiscale federale.
La sede è presso il palazzo della Reichsgericht a Lipsia, in Sassonia.